# The Killer Inside
The Killer Inside (親愛なる僕へ殺意をこめて, Shinainaru boku e satsui o komete) est un seinen manga scénarisé par Hajime Inoryu et dessiné par Shota Ito, prépublié dans le magazine Weekly Young Magazine entre mai 2018 et août 2019 puis transféré dans le magazine Comic Days où il se termine en septembre 2020. La série est publiée par l'éditeur Kōdansha en un total de onze volumes reliés. La version française est éditée par Ki-oon.
Une adaptation en drama de 9 épisodes est diffusée sur Fuji TV entre le 5 octobre 2022 et le 30 novembre 2022.

## Manga

Logo original du manga.

Scénarisé par Hajime Inoryu et illustré par Shota Ito, la série commence sa prépublication dans le Weekly Young Magazine le 7 mai 2018. En août 2019, la série est transférée dans le magazine en ligne Comic Days dans lequel il se termine le 7 septembre 2020,. Kōdansha publie la série en un total de onze volumes reliés.
La version française est publiée en intégralité par Ki-oon. La version anglaise est publiée en intégralité par Kodansha USA sous le titre My Dearest Self with Malice Aforethought avec onze volumes sortis entre le 2 février 2021 et le 7 décembre 2021.

### Liste des volumes
| no | Japonais         | Japonais          | Français          | Français          |
| no | Date de sortie   | ISBN              | Date de sortie    | ISBN              |
| -- | ---------------- | ----------------- | ----------------- | ----------------- |
| 1  | 6 septembre 2018 | 978-4-06-512807-7 | 20 février 2020   | 979-10-327-0566-7 |
| 2  | 6 décembre 2018  | 978-4-06-513845-8 | 18 juin 2020      | 979-10-327-0615-2 |
| 3  | 6 février 2019   | 978-4-06-514558-6 | 1er octobre 2020  | 979-10-327-0691-6 |
| 4  | 7 mai 2019       | 978-4-06-515468-7 | 7 janvier 2021    | 979-10-327-0695-4 |
| 5  | 6 août 2019      | 978-4-06-516729-8 | 15 avril 2021     | 979-10-327-0761-6 |
| 6  | 4 octobre 2019   | 978-4-06-517293-3 | 1er juillet 2021  | 979-10-327-0818-7 |
| 7  | 8 janvier 2020   | 978-4-06-518219-2 | 21 octobre 2021   | 979-10-327-1015-9 |
| 8  | 11 mars 2020     | 978-4-06-518838-5 | 5 mai 2022        | 979-10-327-1096-8 |
| 9  | 10 juin 2020     | 978-4-06-519990-9 | 11 août 2022      | 979-10-327-1130-9 |
| 10 | 9 septembre 2020 | 978-4-06-520687-4 | 1er décembre 2022 | 979-10-327-1171-2 |
| 11 | 11 novembre 2020 | 978-4-06-521378-0 | 16 mars 2023      | 979-10-327-1205-4 |

## Adaptation télévisée
Une adaptation en drama est annoncée le 26 juin 2022. Réalisée par Hiroaki Matsuyama, avec Michitaka Okuda à l'écriture du script, Daisuke Kusagaya à la production et  Ryosuke Yamada (en)  dans le rôle principal. Les neuf épisodes du drama sont diffusés sur Fuji TV entre le 5 octobre 2022 et le 30 novembre 2022.

## Réception
En 2022, plus de 1,2 million de tomes du manga sont en circulation.